# Psalm 149

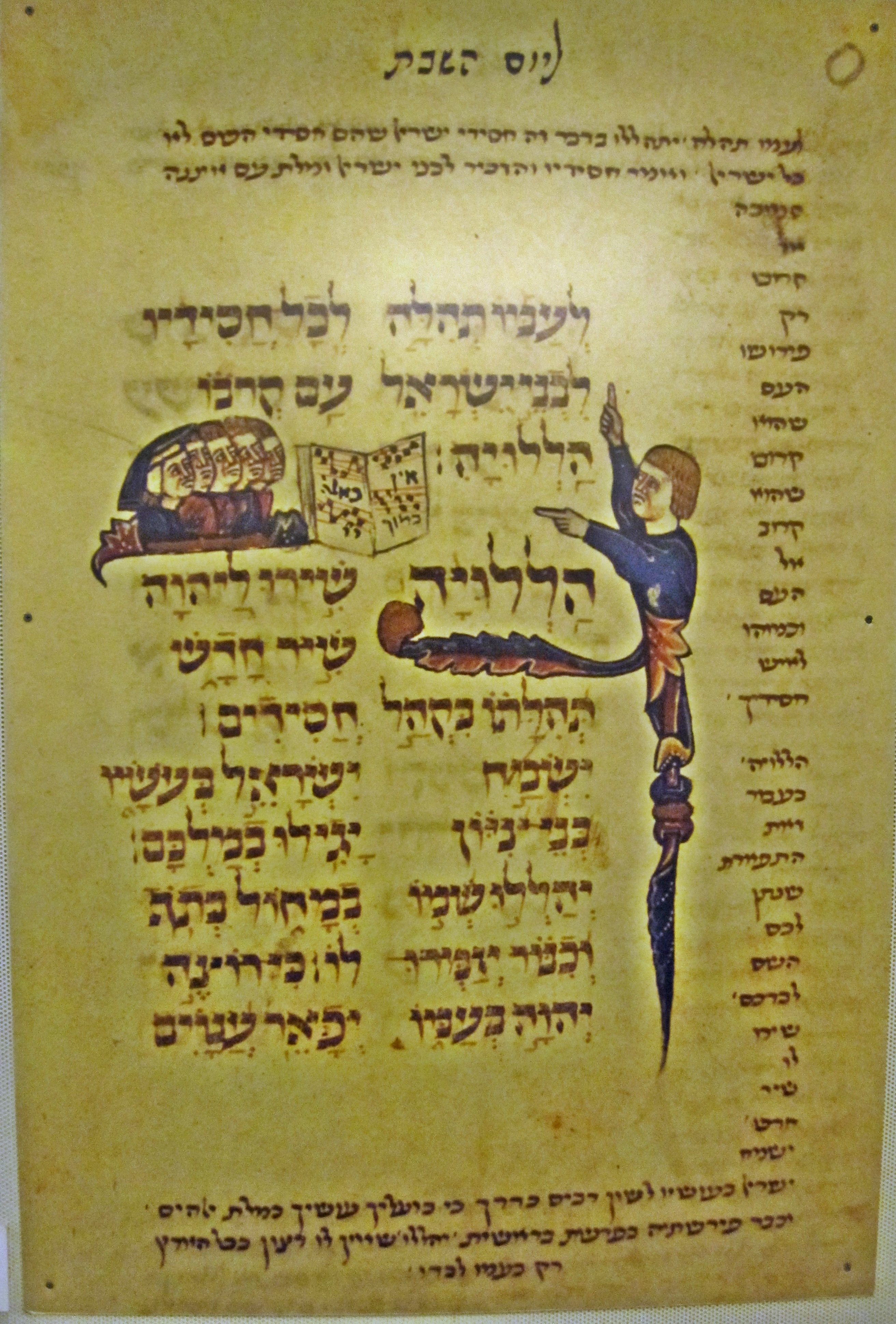
Manuskrypt psalmu z 13 wieku

Psalm 149 – jeden z psalmów dydaktycznych zgromadzonych w biblijnej Księdze Psalmów. 
Jego numer przyjęty został za Biblią hebrajską.

## Gatunek literacki i okoliczności powstania
Psalm 149 jest hymnem pochwalnym, w którym obok pochwał Jahwe znajdują się także pouczenia i przestrogi. Jest to czwarty z pięciu hymnów, tzw. małego Hallelu, które tworzą zakończenie Księgi Psalmów.
Przyjmuje się, że psalm powstał po okresie niewoli babilońskiej. Takie jest też zdanie tradycji żydowskiej, którą przechowała Septuaginta, czyli Biblia grecka. 